# Xavier Capdet
Xavier „Xavi“ Capdet (* 1957 in Vilanova i la Geltrú, Katalonien) ist ein spanischer Schauspieler.

## Leben
Capdet wurde im Jahr 1957 in Vilanova i la Geltrú geboren. Er ist mit Spanisch und Katalanisch als Muttersprachen bilingual aufgewachsen und hat gute Sprachkenntnisse in Französisch. Seit Mitte der 1970er Jahre wirkt er in spanischen Film- und Serienproduktionen mit. 1981 spielte er in insgesamt fünf Episoden der Fernsehserie Les guillermines del rei Salomó in verschiedenen Rollen mit. 1994 war er in der Miniserie Arnau in der Rolle des Joan zu sehen. In den nächsten Jahren wirkte er in verschiedenen Fernsehserien mit. 2002 wirkte er als Schauspieler am Film Smoking Room mit, die Szenen wurden allerdings aus der finalen Filmfassung geschnitten. 2007 spielte er einen Taxifahrer im Film Der Bodyguard – Für das Leben des Feindes. 2012 verkörperte er die Rolle des Beadle im Film Red Lights. Von 2012 bis 2014 wirkte er in der Fernsehserie Cuéntame cómo pasó als Bankdirektor Pedro mit. 2015 stellte er im Horrorfilm Camp – Tödliche Ferien die Rolle des Javier dar und hatte außerdem eine Nebenrolle im Film The Gunman.

## Filmografie (Auswahl)
- 1977: La boda (Kurzfilm)
- 1977: Terra d'escudella (Fernsehserie)
- 1981: La quinta del porro
- 1981: Les guillermines del rei Salomó (Fernsehserie, 5 Episoden, verschiedene Rollen)
- 1982: La Cucafera (Fernsehserie, 2 Episoden)
- 1984: El somni d'una nit d'estiu (Fernsehfilm)
- 1985: Planeta Imaginari (Fernsehserie)
- 1987: El bigote de Babel (Fernsehserie)
- 1988: Judes Xanguet i les Maniquins (Fernsehserie, 2 Episoden)
- 1989: Informe per a una acadèmia (Fernsehfilm)
- 1990: Vindrem a sopar (Fernsehserie)
- 1990: La Granja, menjars casolans (Fernsehserie, Episode 2x01)
- 1991: Un submarí a les estovalles
- 1993: La Lloll (Fernsehserie, Episode 1x03)
- 1993: La recerca de la felicitat
- 1994: Don Jaume, el conquistador
- 1994: Arnau (Miniserie, 5 Episoden)
- 1995: Función de noche (Fernsehserie)
- 1995: Estació d'enllaç (Fernsehserie, Episode 2x03)
- 1996: Susanna
- 1997: Makinavaja (Fernsehserie, 2 Episoden)
- 1997: El joc de viure (Fernsehserie, 2 Episoden)
- 1997: El show de la Diana (Fernsehserie, 2 Episoden)
- 1997: En brazos de la mujer madura
- 1997: Cròniques de la veritat oculta (Fernsehserie, Episode 1x04)
- 1997: La saga de los Clark (Fernsehserie, Episode 1x43)
- 1998: Dues dones (Fernsehfilm)
- 1999: Això s'acaba (Fernsehfilm)
- 2000: Andorra. Entre el torb i la Gestapo (Miniserie, 2 Episoden)
- 2002: Smoking Room
- 2002: Psico express (Fernsehserie, Episode 1x26)
- 2003: El cor de la ciutat (Fernsehserie, Episode 1x573)
- 2004: Torapia
- 2004: Uncertain Guest – Du bist nicht allein (El habitante incierto)
- 2005: L'un per l'altre (Fernsehserie, Episode 2x17)
- 2006: Películas para no dormir: Adivina quién soy (Fernsehfilm)
- 2007: Der Bodyguard – Für das Leben des Feindes (Body Armour)
- 2007: El concursazo (Fernsehfilm)
- 2007: Wilde Unschuld (Savage Grace)
- 2008: Elles et moi (Miniserie, Episode 1x01)
- 2008: La Rositeta (Sprechrolle)
- 2010: Bruc – Napoleons blutige Niederlage (Bruc. El desafío)
- 2010: Ull per ull (Miniserie, 2 Episoden)
- 2010: Agnosia – Das dunkle Geheimnis (Agnosia)
- 2011: La sagrada família (Fernsehserie, Episode 2x13)
- 2012: Red Lights
- 2012: Imperium (Fernsehserie, Episode 1x01)
- 2012: Kubala, Moreno i Manchón (Fernsehserie, Episode 2x09)
- 2012: Hospital Central (Fernsehserie, Episode 20x14)
- 2012–2014: Cuéntame cómo pasó (Fernsehserie, 5 Episoden)
- 2013: Gran Reserva. El origen (Fernsehserie, Episode 1x39)
- 2014: Aída (Fernsehserie, Episode 10x23)
- 2014: 300 (Fernsehserie, Episode 1x01)
- 2015: The Gunman
- 2015: Rocco tiene tu nombre
- 2015: Camp – Tödliche Ferien (Summer Camp)
- 2015: Vulcania
- 2016: En tu cabeza
- 2017: Zweifelhafter Ruhm (Incerta glòria)
- 2019: Leute kommen und gehen (Gente que viene y bah)
- 2019: Perfect Life (Fernsehserie, 2 Episoden)
- 2022: Insert Coin (Kurzfilm)